# 三公 (紫微垣)
三公是中国古代的星官名，属三垣之中的紫微垣，三公是輔佐天子治理國政的三位最重要的大臣，指司馬（太尉、大司馬）、司徒（宰相、大司徒）、司空（御史大夫、大司空），在太微垣內也有一个三公星官，这是因為紫微垣與太微垣分別象徵著人間的內廷與外朝，而三公是少數於兩者間可自由進出又地位尊榮的官員，所以在紫微垣與太微垣內都會出現。三公由三星组成，在现在通用的88星座中属于猎犬座。

## 三公三星
| 中國星名 | 現代星名 | 所屬星座 | 備註 |
| -------- | -------- | -------- | ---- |
| 三公一   |          | 猎犬座   |      |
| 三公二   | 24 CVn   | 獵犬座   |      |
| 三公三   | 21 CVn   | 獵犬座   |      |